# Luis II, cardenal de Guisa
Luis II de Lorena, Cardenal de Guisa (Dampierre, 6 de julio de 1555 - Castillo de Blois, 24 de diciembre de 1588), fue un noble y religioso francés, perteneciente a la célebre Casa de Guisa, rama de la Casa de Lorena, que desempeñó un papel de primer orden en la vida política francesa del siglo XVI. 

## Biografía
Era el tercer hijo del duque Francisco de Guisa y de Ana de Este. Sus abuelos maternos eran Hércules II de Este, duque de Ferrara, y Renata de Francia. 
Fue elegido arzobispo de Reims el 26 de diciembre de 1574, sucediendo a su tío Carlos de Lorena-Guisa. El 21 de febrero de 1578, fue nombrado cardenal por el papa Gregorio XIII y tomó el título de Cardenal de Guisa, sucediendo a su tío Luis I, cardenal de Guisa. Más tarde fue nombrado legado papal en Aviñón y comendador de la Orden del Espíritu Santo por Enrique III de Francia.
Luis II tomó parte activamente en las guerras de religión en el bando de la Santa Liga al lado de su hermano Enrique I de Guisa, lo que provocó la hostilidad de Enrique III. 
Fue asesinado por orden del rey Enrique III, en el castillo de Blois, por un guardaespaldas del rey apodado el «Cuarenta y cinco», el 24 de diciembre de 1588, un día después del asesinato de su hermano, Enrique I de Guisa, muerto en el mismo lugar. Enrique III justificó su acto pretextando que los Guisa constituían una amenaza para la Corona, por la supuesta pretensión de Enrique a dicha corona. Enterado el papa Sixto V, que desaprobaba el acto, excomulgó al rey de Francia el 5 de mayo de 1589.
Un hijo ilegítimo, Luis «bastardo de Guisa» (1588-1631), nacido de su relación con Aimerie de Lescheraine, dama de Grimaucourt, fue legitimado en 1610 tras la muerte de su padre.